# Ши Миндэ
Ши Миндэ́ (кит. 施明德, пиньинь Shí Míngdé; 15 января 1941 — 15 января 2024) — тайваньский политик и диссидент.

## Биография
В 6-летнем возрасте стал свидетелем Инцидента 228. В 1962 году, в возрасте 21 года Ши Миндэ был арестован и обвинен в создании антиправительственной студенческой организации «Лига независимости Тайваня». Его приговорили к пожизненному заключению, позже срок был сокращен до 15 лет. В 1977 году он вышел на свободу и примкнул к оппозиционному движению Данвай («Вне партии»).
В декабре 1979 года Ши Миндэ стал одним из организаторов антиправительственных выступлений на День прав человека, был арестован и снова приговорён к пожизненному заключению. В 1984 году польский лауреат Нобелевской премии мира Лех Валенса выдвинул заключённого Ши Миндэ на Премию мира. В 1988 году Ши Миндэ объявил голодовку, к которой присоединился его старший брат, писатель Ши Минчжэн; 22 августа, спустя четыре месяца, Минчжэн умер. Миндэ был освобождён после демократизации политической жизни страны в 1990 году.

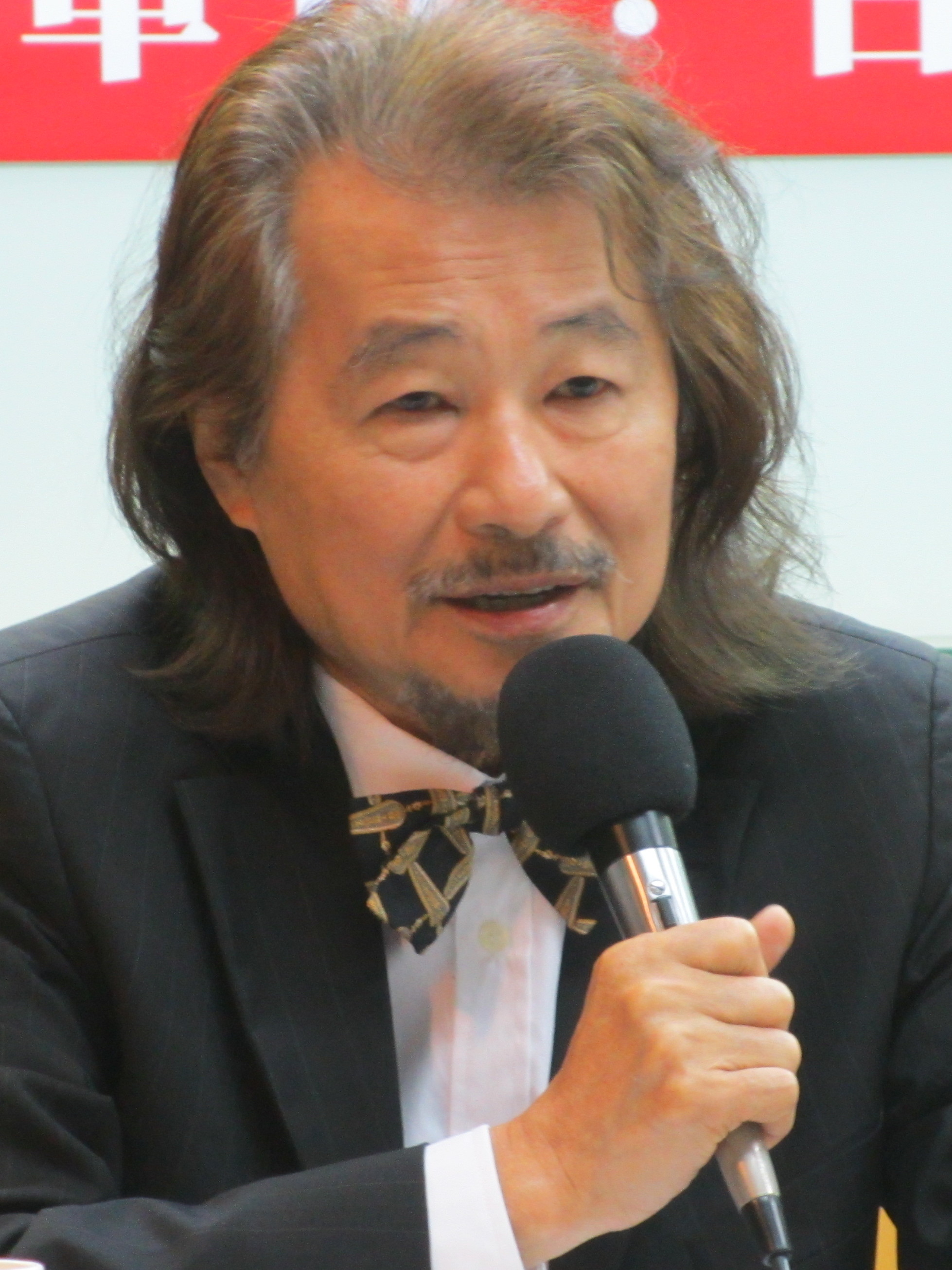
В 2014 году

Ши Миндэ трижды избирался депутатом Законодательного Юаня (парламента) Тайваня, в том числе в 1992 и 1996 годах от округа Тайнань и в 1998 году от округа Тайбэй. В 1992 году он был в третий раз арестован, за организацию выступлений с требованием прямых выборов президента, провел в заключении 41 день.
В начале 1990-х годов Ши Миндэ стал одним из лидеров Демократической прогрессивной партии, с 18 июля 1994 по 23 марта 1996 — председатель партии. Поскольку его политическая программа не нашла поддержки среди других лидеров партии, в 1996 году он оставил пост председателя, а в 2000 году вышел из ДПП и стал её последовательным критиком. В 2006 году Ши Миндэ организовал кампанию сбора подписей за отставку президента от ДПП Чэнь Шуйбяня.
Скончался 15 января 2024 года в свой 83-й день рождения.